# Porphyrinia roseonivea
Porphyrinia roseonivea là một loài bướm đêm trong họ Noctuidae.